# Cantó de La Sanha
El cantó de La Sanha és un cantó francès del departament de la Var, situat al districte de Toló. Compta amb part del municipi de La Sanha.

## Municipis
- La Sanha

## Història
| Data d'elecció                           | Identitat         | Partit | Qualitat |
| ---------------------------------------- | ----------------- | ------ | -------- |
| 1967-2004                                | Maurice Paul      | PCF    |          |
| 2004-                                    | Patrick Martinenq | PS     |          |
| les dades anteriors no són pas conegudes |                   |        |          |
|                                          |                   |        |          |

| 1962 | 1968 | 1975 | 1982 | 1990   | 1999   | 2006   |
| ---- | ---- | ---- | ---- | ------ | ------ | ------ |
| -    | -    | -    | -    | 38.644 | 37.026 | 34.443 |